# النيل والحياة (فلم)
النيل والحياة هو فيلم درامي تاريخي وإنتاج مشترك بين مصري روسي سنة 1968، إخراج يوسف شاهين، وتأليف نيكولاي فيجوروفسكي، وعبد الرحمن الشرقاوي، ويوسف شاهين، وإنتاج كايرو فيلم المصرية وموسفيلم الروسية، ومن بطولة صلاح ذو الفقار، وإيجور فلاديميروف، وعماد حمدي، وفلاديمير ايفاشوف.

## ملخص القصة
رسم الفيلم صورة للمجتمع المصري، وكذلك العمال السوفيت عند الشروع في المشروع الخطير لبناء السد العالي، ويعرض الفيلم رؤية لأمة تضرب جذورها بعمق في الوحدة، فضلًا عن التنوع. كما يعرض الفيلم رؤية لصورة متجددة للأمة المصرية، ويعترف عن غير قصد بفهم جديد لأهدافها، وغاياتها السياسية، وكيفية تأثير ذلك على الشخصي داخلها.

## طاقم التمثيل
- صلاح ذوالفقار
- ايجور فلادميروف
- عماد حمدي
- مديحة سالم
- فاليريا ايفاشكوف
- سيف عبد الرحمن
- عبد المجيد براقة
- توفيق الدقن
- زوزو ماضي
- حسن مصطفي
- مشيرة إسماعيل

## الإنتاج
كانت قد كلَّفت المؤسسة العامة للسينما عام 1964 الفنان يوسف شاهين بإخراج فيلم ضخم ملوَّن يُمَجِّد مشروع بناء السد العالي، ولكن بعد أن انتهى تصوير الفيلم الأول (هذا الفيلم النيل والحياة)، وكان قد أُعطي اسم «الناس والنيل» عام 1968، رفضته المؤسسة العامة للسينما، كما أعترض عليه الجانب الروسي. ولم يُعرض الفيلم في مصر ولا في الخارج، ثم طُلِب من شاهين القيام بعمل فيلم آخر عن نفس الموضوع، فقام بتصوير أحداث قريبة من الفيلم مع بعض الأبطال المشتركين، وعُرِض باسم الناس والنيل (إنتاج عام 1972). ولكن عُرض هذا الفيلم في فرنسا فيما بعد وأُعجب به الجمهور الفرنسي.

## وصلات خارجية
- مقالات تستعمل روابط فنية بلا صلة مع ويكي بيانات